# Fu Chaj-feng
Fu Chaj-feng (čínsky pchin-jinem Fù Hǎifēng, znaky 傅海峰; * 23. srpna 1983, Ťie-jang, Čína) je čínský badmintonista. Na Letních olympijských hrách v Londýně získal s Cchaj Jünem zlatou medaili ve čtyřhře. O čtyři roky dříve na olympiádě v Pekingu spolu získali stříbro. Je též čtyřnásobný mistr světa ve čtyřhře.